# GD Amarantes
Der Grêmio Desportivo Amarante (kurz GD Amarantes) ist ein kapverdischer Fußballverein aus der Stadt Mindelo von der Insel São Vicente.  Die Profi-Fußballmannschaft des Acadèmica Mindelo trägt ihre Heimspiele im städtischen Estádio Municipal Adérito Sena aus. Das Stadion hat einen Kunstrasenplatz und fasst 8.000 Zuschauer.

## Erfolge
- Kap-Verdischer Meister: 1999
- São Vicente-Meister: 1944, 1945, 1949, 1961, 1998/99
- São Vicente-Offening: 2015